# CAM Rali Festival
O CAM Rali Festival é uma prova de automobilismo organizada pelo Clube Automóvel do Minho (CAM) que se realiza em Braga, Portugal. Com os mesmos moldes do famoso Monza Rally Show, a prova atrai imenso público e pilotos, sendo caracterizada pela elevada afluência espanhola. Realiza-se geralmente duas vezes por ano, uma no fim de Janeiro e outra na primeira quinzena de Dezembro, no Kartódromo de Braga, abrangendo também o Circuito de Braga. Grande parte da prova não conta para nenhuma competição oficial, aumentando assim o espectáculo e a boa disposição geral. Um fim de semana imperdível para os amantes do desporto automóvel.

## A prova
A prova realizou-se pela primeira vez em Dezembro de 2011, e foi uma novidade no circuito e no kartódromo. É de estilo Rali em circuito fechado, em que os pilotos percorrem por tempos uma especial com cerca de 7 km, na qual é feita uma ligação entre o kartódromo e o circuito de velocidade, fazendo com os pilotos transitem de um recinto para o outro durante a prova. São feitas no total quatro passagens, duas no sentido horário e outras duas no sentido anti-horário. A prova divide-se em duas principais categorias, "Regularidade", que é destinada aos participantes sem Licença Desportiva, e a categoria "Sprint", que incluí os pilotos detentores de Licença Desportiva. É a categoria que disperta mais interesse, tanto pela experiência dos pilotos como também pelas viaturas de alto performance desportivo que são apresentadas. São também disputadas duas competições oficiais na edição de Dezembro, nomeadamente o Campeonato Regional de Ralis Norte e do Troféu Inter-Munícipios CIN. As categorias "Sprint" e "Regularidade" contam para a Copa de Ralis Inverno, competição não oficial organizada pelo CAM. No final o piloto que somar menos tempo no total das quatro passagens vence a prova na sua categoria.
O foco da prova passa-se no Kartódromo de Braga, onde está localizado o parque de assistência. O público presente pode circular livremente no parque de assistência e ver os carros e toda a acção de perto. Existem bancadas no local que permitem uma excelente visibilidade do evento. A prova ocupa os dois dias do fim de semana, realizando-se no sábado os treinos/reconhecimentos e no domingo a prova em si. É também efectuada cobrança pela entrada.

## Palmarés
O CAM Rali Festival conta já com 8 edições, todas elas de grande sucesso e elevado número de adesão. O actual detentor do maior número de vitórias é o carismático piloto de ralis espanhol Sergio Vallejo (5), aos comandos de um Porsche 911 GT3 RS, sendo também uma figura marcante do evento. O piloto espanhol apenas não venceu uma das 5 edições em que participou (5ª), perdendo para o português João Barros, com o seu novíssimo Fiesta R5. Outra figura de referência da prova é o piloto espanhol Manuel Senra (2 vitórias), com o seu Peugeot 306 Maxi. Outras presenças relevantes nas várias edições do evento foram as dos pilotos também espanhóis Jesus Ferreiro e Pedro Morera, aos comandos de um Porsche 911 Carrera e de um Subaru Impreza S12 WRC já pilotado por Petter Solberg, respectivamente. Destaque ainda para o piloto português Carlos Vieira que venceu duas edições da prova, a primeira em 2015 ao volante de um Porsche 997 GT3, repetindo a vitória em 2016 desta feita ao comando de um Citroen DS3.

Segue-se o palmarés, apenas com os vencedores na categoria "Sprint".
| Edição  | Ano  | Piloto            | Carro                      | Tempo      |
| ------- | ---- | ----------------- | -------------------------- | ---------- |
| 1º CAM  | 2011 | Sergio Vallejo    | Porsche 997 GT3            | 17:19.5    |
| 2º CAM  | 2012 | Sergio Vallejo    | Porsche 997 GT3            | 17:17.4    |
| 3º CAM  | 2012 | Sergio Vallejo    | Porsche 997 GT3            | 19:15.7    |
| 4º CAM  | 2013 | Manuel Senra      | Peugeot 306 Maxi           | 19:17.2    |
| 5º CAM  | 2013 | João Barros       | Ford Fiesta R5             | 17:19.5    |
| 6º CAM  | 2014 | José Iglésias     | Mitsubishi Lancer Evo VIII | 19:03.5    |
| 7º CAM  | 2014 | Sergio Vallejo    | Porsche 911 GT3            | 18:00.5    |
| 8º CAM  | 2015 | Carlos Vieira     | Porsche 997 GT3            | 17:29.3    |
| 9º CAM  | 2015 | Sergio Vallejo    | Porsche 997 GT3            |            |
| 10º CAM | 2016 | António Rodriguez | Mitsubishi Lancer Evo IX   |            |
| 11º CAM | 2016 | Carlos Vieira     | Citroen DS3                | 17:51:09   |
| 12º CAM | 2017 | Nelson Rocha      | Opel Kadett C              | 17:56:06   |
| 13º CAM | 2017 | Manuel Senra      | Peugeot 306 Maxi           | 09:44.5(*) |

(*) Tempo de 2 classificativas. 2 classificativas anuladas e prova terminada devido ao mau tempo.